# Foramen supraorbitaire
Le foramen supraorbitaire (appelé également trou sus-orbitaire en ancienne nomenclature) est une ouverture osseuse allongée située au-dessus de l'orbite et sous le front. Il fait partie de l'os frontal qui est l'un des constituants du crâne. Le foramen supra-orbitaire se situe directement sous le sourcil. Chez certaines personnes, ce foramen est incomplet et il est alors appelé l'incisure supraorbitaire.

## Structure anatomique
Le foramen supra-orbitaire est un petit sillon au bord supérieur et médial de l'orbite dans l'os frontal. Il fait partie de l'os frontal du crâne. Il se cambre transversalement sous les arcades sourcilières, et il est mince et proéminent dans ses deux tiers latéraux, mais arrondi dans son tiers médial. Entre ces deux parties passent le nerf supra-orbitaire (en), l'artère supra-orbitaire et la veine supra-orbitaire. Le nerf supra-orbitaire se divise en branches superficielle et profonde après avoir quitté le foramen supra-orbitaire.

## Galerie

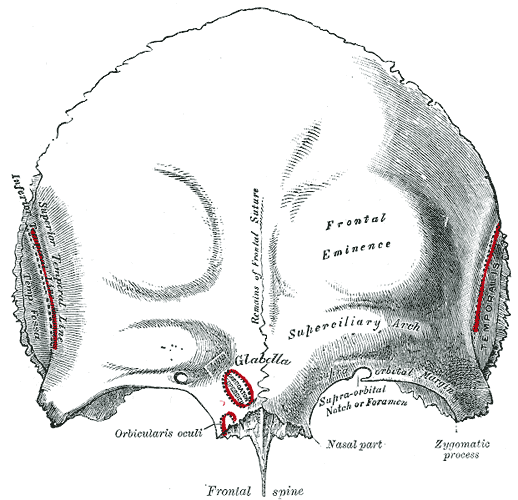
Vue de face du crâne humain, le foramen supra-orbitaire est la première légende à droite (Supraorbital foramen).
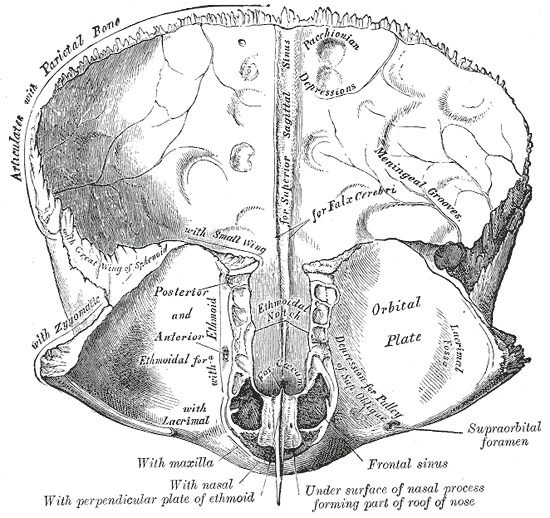
La surface interne de l'os frontal.
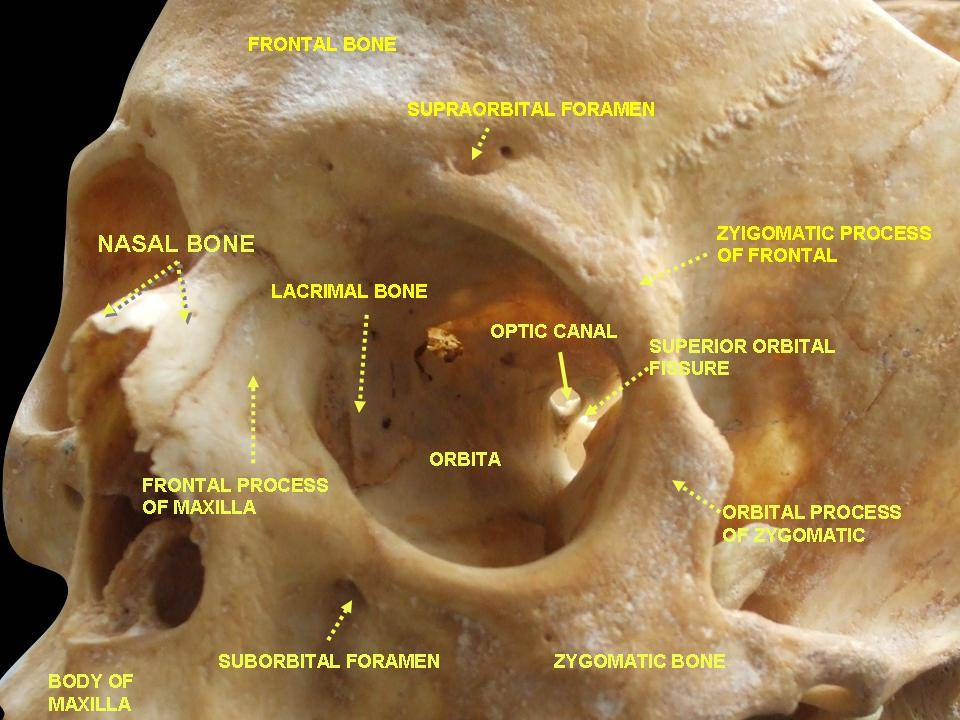
Le foramen supra-orbitaire légendé sur un crâne.